# Stilbellula pallida
Stilbellula pallida är en svampart som beskrevs av Boedijn 1951. Stilbellula pallida ingår i släktet Stilbellula, divisionen sporsäcksvampar och riket svampar.   Inga underarter finns listade i Catalogue of Life.